# Football Club Etzella Ettelbruck 2008-2009
Questa voce raccoglie le informazioni riguardanti il Football Club Etzella Ettelbruck nelle competizioni ufficiali della stagione 2008-2009. 

## Rosa
| N. |                        | Ruolo | Calciatore                       |
| -- | ---------------------- | ----- | -------------------------------- |
| 1  | Lussemburgo (bandiera) | P     | Christophe Diederich             |
| 2  | Lussemburgo (bandiera) | C     | Daniel Bernard                   |
| 3  | Lussemburgo (bandiera) | C     | Charles Leweck                   |
| 4  | Lussemburgo (bandiera) | D     | Eric Hoffmann                    |
| 5  | Lussemburgo (bandiera) | D     | Jacques Plein                    |
| 6  | Francia (bandiera)     | A     | Nilton Jorge Rocha               |
| 7  | Belgio (bandiera)      | C     | Gauthier Remacle                 |
| 8  | Lussemburgo (bandiera) | D     | Ben Federspiel                   |
| 9  | Lussemburgo (bandiera) | D     | David Alves da Mota              |
| 11 | Portogallo (bandiera)  | A     | Cleudir José Lopez Montero Pires |

| N. |                        | Ruolo | Calciatore         |
| -- | ---------------------- | ----- | ------------------ |
| 12 | Lussemburgo (bandiera) | P     | Joé Flick          |
| 14 | Lussemburgo (bandiera) | C     | Carlos Ferreira    |
| 15 | Lussemburgo (bandiera) | C     | Daniel Pereira     |
| 16 | Lussemburgo (bandiera) | D     | Claude Reiter      |
| 17 | Lussemburgo (bandiera) | D     | Gilles Engeldinger |
| 18 | Lussemburgo (bandiera) | D     | Jorge Fernandes    |
| 19 | Lussemburgo (bandiera) | C     | Claudio da Luz     |
| 20 | Lussemburgo (bandiera) | C     | Fons Leweck        |
|    | Lussemburgo (bandiera) | C     | Marc Binsfeld      |
|    | Cipro (bandiera)       | P     | Ali Duvarci        |